# Liste der Mitglieder der Badischen Ständeversammlung 1825
Diese Liste umfasst die Mitglieder der Ständeversammlung des Großherzogtums Baden für die Sessionen des Jahres 1825.
Während dieser Zeit kam der 3. Badische Landtag vom 24. Februar bis zum 14. Mai 1825 in 33 Sitzungen der Ersten Kammer und 34 Sitzungen der Zweiten Kammer zusammen und wurde dann bis zur Eröffnung des 4. Landtags im Jahre 1828 geschlossen.

## Präsidium der Ersten Kammer
Präsident: Markgraf Wilhelm von Baden 

Vizepräsident: Fürst Karl Egon zu Fürstenberg 

2. Vizepräsident: Freiherr von Gayling, Oberhofmarschall

## Mitglieder der Ersten Kammer

### Prinzen des Hauses Baden
- Markgraf Leopold von Baden
- Markgraf Wilhelm von Baden
- Markgraf Maximilian von Baden

### Standesherren
- Fürst Karl Egon zu Fürstenberg
- Fürst Karl zu Leiningen (war nie anwesend)
- Fürst Philipp von der Leyen (war nie anwesend)
- Fürst Georg zu Löwenstein-Wertheim-Freudenberg
- Fürst Friedrich Karl zu Löwenstein-Wertheim-Freudenberg (war nie anwesend)
- Fürst Karl zu Löwenstein-Wertheim-Rosenberg (war nie anwesend)
- Fürst Franz Wilhelm zu Salm-Reifferscheidt-Krautheim (war nie anwesend)
- Graf Karl Theodor zu Leiningen-Billigheim (war nie anwesend)
- Graf Clemens Wilhelm Wenzel zu Leiningen-Neudenau (war nie anwesend)

### Vertreter der katholischen Kirche
- Freiherr Ignaz Heinrich von Wessenberg, Bistumsverweser

### Vertreter der evangelischen Landeskirche
- Prälat Johann Peter Hebel

### Vertreter des grundherrlichen Adels

#### Oberhalb der Murg
- Johann von Türckheim
- Graf Franz von Enzenberg, Geheimrat
- Freiherr Franz Anton von Neveu, Forstmeister
- Graf Peter von Hennin, Hofgerichtsrat

#### Unterhalb der Murg
- Freiherr Friedrich von Zobel zu Darstadt
- Freiherr Franz Rüdt von Collenberg-Eberstadt, Geheimer Referendär
- Freiherr Ludwig von Gemmingen-Hornberg
- Freiherr Karl von Racknitz

### Vertreter der Landesuniversitäten
- Karl August Fröhlich, Kreisdirektor, Vertreter der Universität Heidelberg
- Johannes Matthias Alexander Ecker,[1] Geheimer Hofrat, Professor, Vertreter der Universität Freiburg

### Vom Großherzog ernannte Mitglieder
- Freiherr Wilhelm Ludwig Leopold Reinhard von Berstett, Staatsminister
- Freiherr Karl Christian von Berckheim, Staatsminister
- Konrad von Schäffer, Generalleutnant
- Freiherr Ludwig Christian von Gayling, Geheimer Rat und Oberhofmarschall
- Joseph Kleiser von Kleisheim, Geheimer Rat, Kreisdirektor
- Freiherr Karl von Zyllnhardt, Staatsrat
- Freiherr Karl von Freystedt, Generalmajor
- Freiherr Johann Franz von Kettner, Landoberjägermeister

## Präsidium der Zweiten Kammer
Präsident: Josef Karl Kern 

Vizepräsidenten: Karl Salomon Zachariä von Lingenthal, Emmerich Wilhelm Kirn

## Die gewählten Abgeordneten der Zweiten Kammer

### Stadtwahlbezirke
| Wahlbezirk | Bezeichnung des Wahlbezirks     | Name des Abgeordneten        |
| ---------- | ------------------------------- | ---------------------------- |
| S1         | Wahlbezirk der Stadt Überlingen | Severin Merhart von Bernegg  |
| S2         | Wahlbezirk der Stadt Konstanz   | Johann Nepomuk Gebhard       |
| S3         | Wahlbezirk der Stadt Freiburg   | Fidel André                  |
| S3         | Wahlbezirk der Stadt Freiburg   | Josef Anton Gäß              |
| S4         | Wahlbezirk der Stadt Lahr       | Ernst Christoph Ludwig Embdt |
| S4         | Wahlbezirk der Stadt Lahr       | Daniel Völcker               |
| S5         | Wahlbezirk der Stadt Offenburg  | Dominik Hog                  |
| S6         | Wahlbezirk der Stadt Rastatt    | Johann Wolff                 |
| S7         | Wahlbezirk der Stadt Baden      | Philipp Hammer               |
| S8         | Wahlbezirk der Stadt Karlsruhe  | Bernhard Dollmaetsch         |
| S8         | Wahlbezirk der Stadt Karlsruhe  | Karl Füeßlin                 |
| S8         | Wahlbezirk der Stadt Karlsruhe  | Karl Friedrich Küntzle       |
| S9         | Wahlbezirk der Stadt Durlach    | Wilhelm Christoph Fux        |
| S10        | Wahlbezirk der Stadt Pforzheim  | Wilhelm Lenz                 |
| S10        | Wahlbezirk der Stadt Pforzheim  | Benjamin Heinrich Roth       |
| S11        | Wahlbezirk der Stadt Bruchsal   | Franz Alban Cassinone        |
| S12        | Wahlbezirk der Stadt Mannheim   | Mathias Föhrenbach           |
| S12        | Wahlbezirk der Stadt Mannheim   | Johann Daniel Keßler         |
| S12        | Wahlbezirk der Stadt Mannheim   | Anton Lorenz                 |
| S13        | Wahlbezirk der Stadt Heidelberg | Johann Georg Klingel         |
| S13        | Wahlbezirk der Stadt Heidelberg | Konrad Franz Roßhirt         |
| S14        | Wahlbezirk der Stadt Wertheim   | Johann Christoph Schlundt    |

### Ämterwahlbezirke
| Wahlbezirk | Bezeichnung des Wahlbezirks                                                              | Name des Abgeordneten             |
| ---------- | ---------------------------------------------------------------------------------------- | --------------------------------- |
| A1         | Wahlbezirk der Ämter Meersburg, Salem, Pfullendorf und Überlingen                        | Anton Baur                        |
| A2         | Wahlbezirk der Ämter Radolfzell, Blumenfeld und Konstanz                                 | Fidel Zembrodt                    |
| A3         | Wahlbezirk der Ämter Stockach, Meßkirch und Engen                                        | Josef Leiber                      |
| A4         | Wahlbezirk der Ämter Blumberg, Stühlingen, Bonndorf, Löffingen und Neustadt              | Johann Georg Duttlinger           |
| A5         | Wahlbezirk der Ämter Villingen und Hüfingen                                              | Johann Evangelist Engesser        |
| A6         | Wahlbezirk der Ämter Tiengen, Jestetten, St. Blasien und Waldshut                        | Josef Karl Kern                   |
| A7         | Wahlbezirk der Ämter Säckingen, Laufenburg und Schönau                                   | Franz Xaver Joseph Ackermann      |
| A8         | Wahlbezirk der Ämter Schopfheim und Kandern                                              | Friedrich Wilhelm Hitzig          |
| A9         | Wahlbezirk des Amtes Lörrach                                                             | Karl Christoph Sulzer             |
| A10        | Wahlbezirk des Amtes Müllheim                                                            | Johannes Kaltenbach               |
| A11        | Wahlbezirk der Ämter Staufen und Heitersheim                                             | Ignaz Sulzberger                  |
| A12        | Wahlbezirk des Amtes Altbreisach mit zum Stadtamt Freiburg zugehörigen Landorten         | Franz Xaver Schnetzler            |
| A13        | Wahlbezirk des Landamtes Freiburg (I) und des Amtes St. Peter                            | Carl Ludwig Wundt                 |
| A14        | Wahlbezirk des Landamtes Freiburg (II) und der Ämter Waldkirch und Elzach                | Johann Baptist Reisky             |
| A15        | Wahlbezirk des Amtes Emmendingen                                                         | Johannes Breithaupt               |
| A16        | Wahlbezirk der Ämter Endingen und Kenzingen                                              | Franz Xaver Frey                  |
| A17        | Wahlbezirk der Ämter Triberg, Hornberg, Wolfach und Haslach                              | Joachim Sattler                   |
| A18        | Wahlbezirk des Amtes Ettenheim                                                           | Ludwig Noppe                      |
| A19        | Wahlbezirk des Amtes Lahr                                                                | Johannes Fischer                  |
| A20        | Wahlbezirk des Amtes Offenburg mit Teilen des Amtes Appenweier                           | Franz Joseph Danner               |
| A21        | Wahlbezirk der Ämter Gengenbach und Oberkirch mit Teilen des Amtes Appenweier            | Mathias Usländer                  |
| A22        | Wahlbezirk der Ämter Rheinbischofsheim und Kork                                          | Johann Hilzinger                  |
| A23        | Wahlbezirk der Ämter Achern und Bühl                                                     | Joseph Vitus Burg                 |
| A24        | Wahlbezirk der Ämter Ettlingen und Rastatt                                               | Ulrich Rindenschwender            |
| A25        | Wahlbezirk der Ämter Baden, Gernsbach und Steinbach                                      | Michel Jung                       |
| A26        | Wahlbezirk des Landamtes Karlsruhe mit Teilen des Landamtes Bruchsal                     | Siegfried Adolf von Fischer       |
| A27        | Wahlbezirk der Ämter Durlach und Stein                                                   | Johann Friedrich Blum             |
| A28        | Wahlbezirk des Amtes Pforzheim                                                           | Samuel Ludwig Finkenstein         |
| A29        | Wahlbezirk des Amtes Bruchsal mit Teilen des Amtes Eppingen                              | Emmerich Wilhelm Kirn             |
| A30        | Wahlbezirk des Amtes Bretten mit Teilen des Amtes Eppingen                               | Maximilian Christian Beutenmüller |
| A31        | Wahlbezirk der Ämter Philippsburg und Schwetzingen                                       | Johann Georg Fuchs                |
| A32        | Wahlbezirk der Ämter Wiesloch und Neckargmünd                                            | Ludwig Wild                       |
| A33        | Wahlbezirk des Amtes Sinsheim mit Teilen des Amtes Eppingen                              | August Joseph Alois Reichert      |
| A34        | Wahlbezirk des Amtes Heidelberg                                                          | Karl Salomon Zachariä             |
| A35        | Wahlbezirk der Ämter Ladenburg und Weinheim                                              | Albert Ludewig Grimm              |
| A36        | Wahlbezirk des Amtes Neckarbischofsheim mit Teilen des Amtes Mosbach (links des Neckars) | Georg Heinrich Reichardt          |
| A37        | Wahlbezirk des Amtes Eberbach mit Teilen des Amtes Mosbach (rechts des Neckars)          | Isaak Jolly                       |
| A38        | Wahlbezirk der Ämter Buchen und Osterburken                                              | Heinrich Josef Kreutter           |
| A39        | Wahlbezirk des Amtes Boxberg                                                             | Johann Andreas Schippel           |
| A40        | Wahlbezirk der Ämter Tauberbischofsheim und Gerlachsheim                                 | Gottfried Steinam                 |
| A41        | Wahlbezirk der Ämter Wertheim und Walldürn                                               | Kaspar Dühmig                     |

## Belege und Anmerkungen
1. 1 2 3 4 5 6 7  Dieser Mandatsträger ist in den amtlich veröffentlichten Abgeordnetenlisten als promovierter Akademiker ausgewiesen, d. h. dort üblicherweise mit einem vor dem Namen stehenden Doktor-Grad verzeichnet
2. 1 2  Bis 1931 hieß die Stadt Baden-Baden nur Baden.